# La Vierge de la fête du rosaire
La Vierge de la fête du rosaire ou Fête du rosaire (en allemand Rosenkranzfest) est une peinture d'Albrecht Dürer, datant de 1506, aujourd'hui exposée à la Galerie nationale de Prague dont c'est l'un des chefs-d'œuvre les plus précieux.

## Création
En 1506, Albrecht Dürer se trouve pour la seconde fois à Venise où il réside depuis un an et où il restera encore une année. Lors de son arrivée il n’est plus considéré comme un artiste médiocre mais plutôt comme un grand maître dans l’art de la peinture. Cette année même, il peint pour l’autel de l’église San Bartolomeo un retable, qui a été commandé par la communauté allemande installée à Venise près du Fondaco dei Tedeschi, centre économique majeur de la communauté allemande.

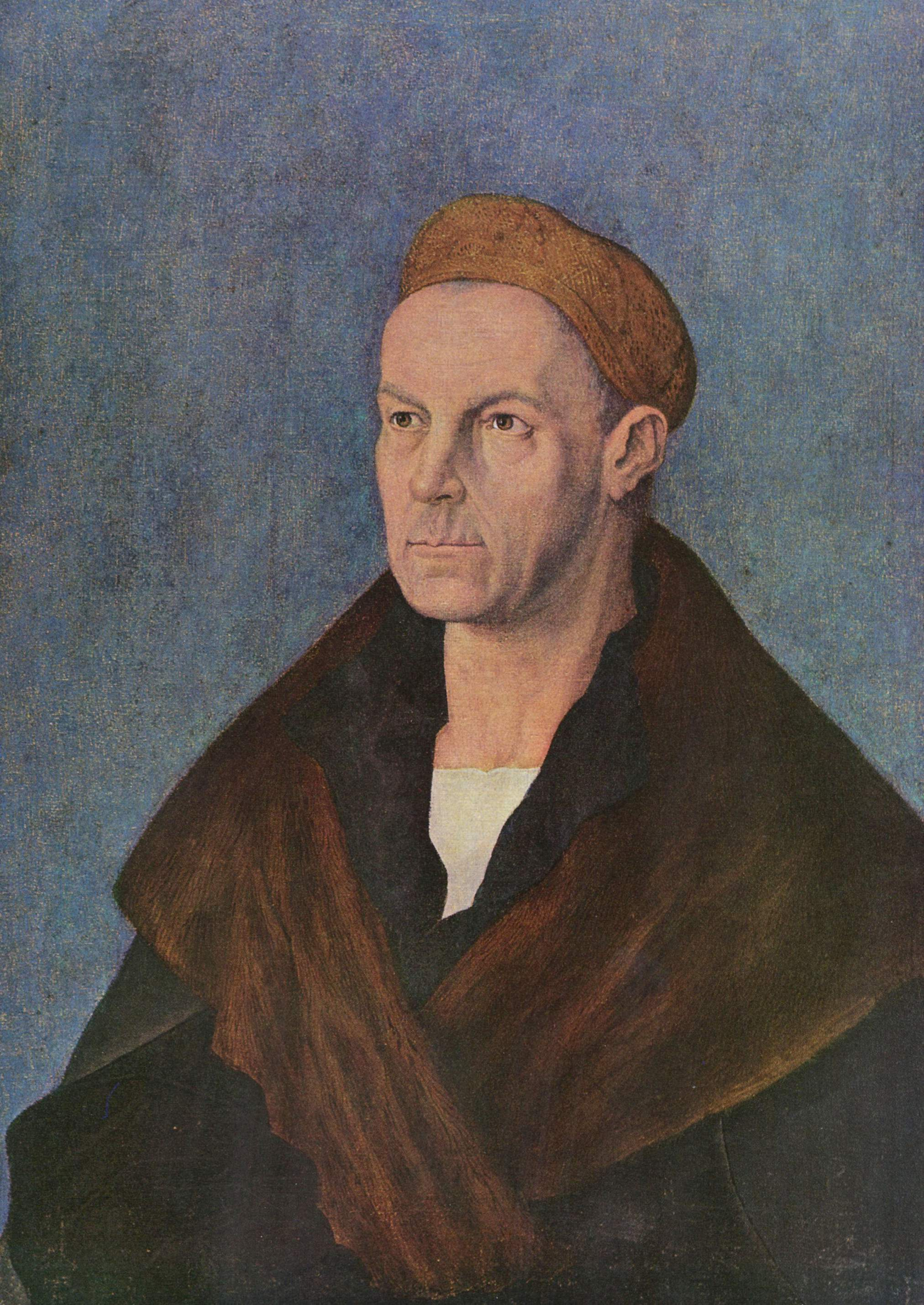
Portrait par Dürer de Jacob Fugger, le commanditaire de La Fête du Rosaire, circa 1519.

La peinture est une commande du banquier Jacob Fugger (chez qui Dürer est hébergé à Venise) qui est à l'époque, en 1506, l'intermédiaire entre Maximilien Ier et le pape Jules II au sujet du couronnement de celui-là. Aussi, sur le panneau sont représentés Maximilien et Jules II en train de se faire couronner de roses par la Vierge à l'Enfant. 
La Vierge de la fête du rosaire est l’ouvrage majeur du séjour vénitien de Dürer. Il reflète l'appropriation des techniques vénitiennes, visible essentiellement dans l'usage de la couleur, mais conserve néanmoins des caractères picturaux typiquement germaniques.

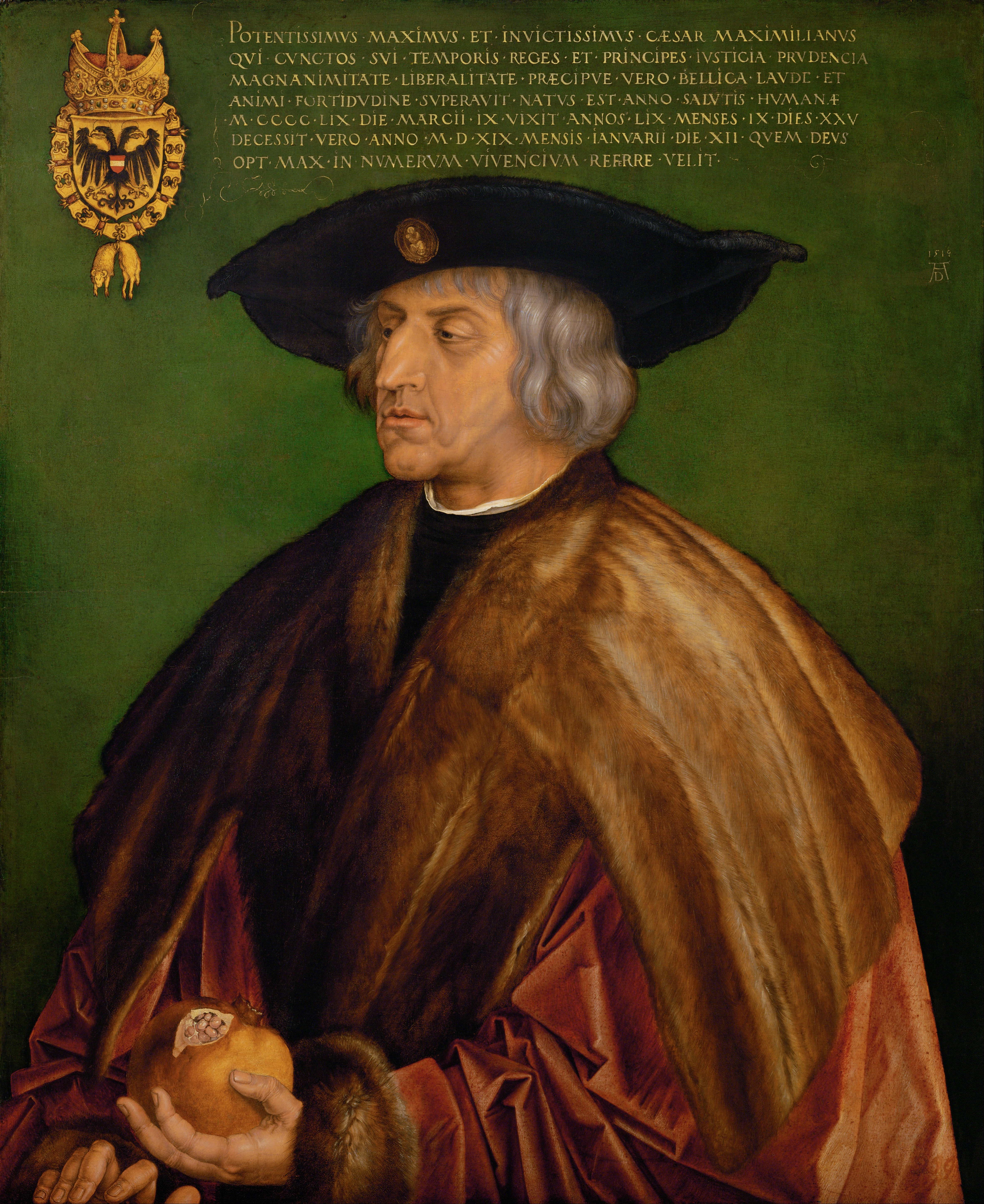
Portrait de Maximilien par Dürer, 1519.

En dépit de la médiation de Fugger, l’empereur ne s’est jamais fait couronner par le pape Jules II. Dürer ne rencontre Maximilien, qui porte un vif intérêt pour les arts, qu'en 1512 lors d’une visite à Nuremberg où il a été commissionné pour la première fois pour travailler aux gravures sur bois colossales de la voûte et du cortège triomphal. Le portrait des principaux personnages est fait, de toute évidence, de « seconde main » à partir de gravures ou portrait dont Dürer a pris connaissance.

## Composition
Avant de peindre son tableau, Dürer a fait de nombreuses études sur l’anatomie, la géométrie, et les mathématiques ce qui est caractéristique de l'humanisme durant la Renaissance. Plus particulièrement, ce second voyage vénitien est l'occasion d'améliorer son art de la nuance et son usage de la perspective mathématique sous l'influence de Giovanni Bellini. Il s'approprie aussi toutes les techniques italiennes sur le panneau de bois.  
On observe un approfondissement des détails que Dürer a pris soin de bien représenter pour plus de réalisme. En effet on va jusqu’à voir les ombres sur le tableau de La Vierge de la fête du rosaire, contrairement aux icônes byzantines, ce qui témoigne d’une évolution dans la façon de peindre et des techniques employées comme dans le tableau La Vierge au buisson de roses de Martin Schongauer. 
L'organisation est également plus prononcée autour d'un triangle central rigide qui englobe les personnages principaux, dont Marie de Nazareth est le sommet alors que la base est constituée des personnages principaux, l'empereur Maximilien et le pape Jules II. L'Enfant Jésus, quant à lui est légèrement excentré par rapport à l’axe du tableau. Ces quatre personnages sont représentés un peu plus grand que nature et sont plus affinés que les autres personnages afin d'en marquer l'importance. 
La ligne d'horizon passe par le haut du bustier de Marie et donc par le point de fuite qui est le bijou rouge que porte la Vierge, ce qui attire le regard sur elle et donc sur les trois autres personnages. Un axe de symétrie, dont l'axe passe par la couronne de Marie et son bijou, est également présent dans le tableau.
Le dessin Enfant tenant une couronne en constitue un dessin préparatoire.

### Personnages annexes
Un personnage à la droite de la Vierge trouble l’équilibre triangulaire du tableau. Il s'agit de saint Dominique de Guzmán, promoteur du culte marial et de la dévotion du rosaire. Il est peint de couleurs plus sombres, ce qui le fait ressortir. La dévotion du rosaire s'est développée au XIIIe siècle sous l'influence des dominicains et de nombreux tableaux de la Vierge du Rosaire représentent celle-ci offrant une rose ou un chapelet à Dominique de Guzmán, le fondateur de l'ordre.
Le peintre, Albrecht Dürer, s'est représenté lui-mêmecomme une propre signature, dans le coin supérieur droit aux pieds des montagnes et d'un paysage typiquement allemand. Il se représente ainsi avec une feuille en cartellino  dans sa main pour montrer son intelligence et la connaissance qu'il a : il sait écrire, peindre, lire... Les détails de la colline se fondent dans un flou atmosphérique. Notons ici que Dürer fait preuve de peu de modestie quand on sait à quel point la question de la verticalité est importante dans la peinture religieuse de son temps : il s'est placé, dans la composition, à la même hauteur que saint Dominique, soit légèrement au-dessus de la Vierge Marie !
Aux côtés de l'artiste se tient vraisemblablement Leonhard Vilt, fondateur de la Fraternité du Rosaire (it) à Venise. À l'extrême-droite, habillé de noir et tenant à la main une équerre, se tient Hieronymus d'Augsbourg, l'architecte du nouveau Fontego dei Tedeschi, le centre économique des Allemands à Venise. Sur la gauche, en surplis et les mains jointes, Antonio Soriano, patriarche de Venise et patron de l’église San Bartolomeo et à ses côtés se tient Burkhard de Spire, l'aumônier de l'Eglise dont Dürer a réalisé un portrait à la même période.
Des anges, chérubins et putti dont on connait une étude préparatoire figurent sur l'œuvre et encadrent la Vierge à l'Enfant. Dürer s'est ici beaucoup inspiré du travail de Giovanni Bellini.

## Œuvre de la Renaissance
Cette œuvre montre bien les caractéristiques d'une œuvre de la Renaissance. La date de la réalisation de la peinture rentre déjà dans la période de la Renaissance (1506) et c'est une peinture à l'huile beaucoup utilisée dans cette période. Nous pouvons voir comme nous l'avons dit que Dürer a fait une signature en se représentant dans le tableau au fond. Il montre en ayant une feuille dans sa main qu'il sait lire, écrire, peindre… De plus l'œuvre représente une scène religieuse du moins « une allusion religieuse » d'un couronnement. La Vierge y est peinte en bleu, couleur symbolique avec Jésus. Les perspectives géométrique et atmosphérique sont présentes avec les montagnes, la végétation, les arbres… Cette œuvre est humaniste : nous pouvons le voir car l'homme est notamment au centre, et la scène est réaliste grâce aux détails. Les personnages sont représentés par taille c'est-à-dire que le personnage important, la Vierge, est sur un piédestal et représenté plus importante au centre.

## Histoire
La célébrité du tableau aiguillonne l'appétit de l'insatiable collectionneur qu'est Rodolphe II du Saint-Empire qui en fait l'acquisition en 1606 auprès de la communauté allemande de Venise et qui le fait rejoindre ses collections accumulées au château de Prague. 
Lors de la guerre de Trente Ans, La Vierge de la fête du rosaire échappe de peu au pillage du château de Prague par les troupes suédoises et saxonnes. En 1782, Joseph II du Saint-Empire ordonne la vente aux enchères des collections du château de Prague qui, demeure impériale mal-aimée des Habsbourg, n'est alors guère plus qu'une caserne et un bâtiment administratif. Plusieurs propriétaires se succèdent alors avant qu'en 1793 ne l'achètent les chanoines du monastère de Strahov à Prague. L'état de l'œuvre ne cesse d'empirer. L'abbé du couvent, Jeroným Josef Zeidler, le donne à restaurer à un peintre mineur, Johann Gruss (1790–1855), originaire de Litoměřice. Il repeint, entre 1839 et 1841, la tête de Marie de Nazareth (une légende longtemps tenace veut qu'il prenne alors pour modèle sa propre fille dont il admirait la beauté, les recherches récentes ont cependant montré qu'il n'a pas eu de fille), le corps de Jésus et des parties importantes du tableau sévèrement endommagé. Toujours est-il que cette restauration, même eu égard aux critères du XIXe siècle, fort laxiste en la matière, est alors durement critiquée.
En 1934, l'État tchécoslovaque en fait l'acquisition auprès du couvent de Strahov, non sans de longues négociations préalables et compliquées, pour en faire don aux collections de la Galerie des amis patriotiques des arts, l'ancêtre de l'actuelle Galerie nationale de Prague dans les collections de laquelle, elle se trouve encore.
À l'occasion du 500e anniversaire de la création de la peinture, la Galerie nationale de Prague a organisé du 21 juin au 1er octobre 2006 une exposition monothématique consacrée à La Vierge de la fête du rosaire.